# NGC 1281
NGC 1281 (również PGC 12458) – galaktyka eliptyczna (E5), znajdująca się w gwiazdozbiorze Perseusza. Została odkryta 12 grudnia 1876 roku przez Johna Dreyera. Galaktyka ta należy do Gromady w Perseuszu.